# Brayan Ramírez
Brayan Stiven Ramírez Chacón (Bogota, 20 november 1992) is een Colombiaans wielrenner die anno 2017 rijdt voor Medellín-Inder.

## Overwinningen
2009
 Colombiaans kampioen op de weg, Junioren
2010
 Colombiaans kampioen tijdrijden, Junioren
2011
 Colombiaans kampioen tijdrijden, Beloften
1e etappe Ronde van Colombia, Beloften
2013
6e etappe Ronde van Colombia, Beloften
2014
 Centraal-Amerikaanse en Caraïbische Spelen, Tijdrit
2016
 Pan-Amerikaans kampioenschap op de weg, elite
2017
1e etappe Ronde van Ankara
Eindklassement Ronde van Ankara

## Resultaten in voornaamste wedstrijden
| Jaar | Ronde van Italië | Ronde van Frankrijk | Ronde van Spanje |
| ---- | ---------------- | ------------------- | ---------------- |
| 2015 |                  |                     | 127e             |
| 2016 |                  |                     |                  |

| Jaar | Milaan-San Remo | Ronde van Lombardije |  | WK op de weg |
| ---- | --------------- | -------------------- |  | ------------ |
| 2015 | 118e            | opgave               |  |              |
| 2016 |                 |                      |  | opgave       |

## Ploegen
- 2015 –  Colombia
- 2016 –  Movistar Team
- 2017 –  Medellín-Inder

Ávila · Cano · Castiblanco · Díaz · Duarte · Duque · Martínez · Molano · Pantoja · Paredes · Pedraza · Quintero · B.Ramírez · C.Ramírez · Rubiano · Sarmiento · Torres · Valencia · Barón (stagiair)
Arango · Cardona · Estrada · C. Montoya · J. I. Montoya · Ortega · Oyola · Paredes · Ramírez · Roldán · Sevilla · Vargas